# El Rincón (Santiago del Estero)
El Rincón es una localidad argentina ubicada en el departamento Jiménez de la provincia de Santiago del Estero. Se desarrolla linealmente a lo largo de un camino paralelo a la antigua traza de la ruta nacional 34, 1,5 km al este de dicha ruta y 5 km al oeste de El Bobadal.
Cuenta con una escuela primaria inaugurada en 2009.

## Población
Cuenta con 363 habitantes (Indec, 2010), lo que representa un incremento del 163% frente a los 138 habitantes (Indec, 2001) del censo anterior.
| Gráfica de evolución demográfica de El Rincón entre 1991 y 2010 |
|                                                                 |
| Fuente: Censos nacionales del INDEC                             |